# Amerikaz Nightmare
Albums de Mobb Deep
Free Agents: The Murda Mix Tape
(2003) The Mix Tape Before 9/11
(2004)
Singles
1. Got It Twisted
Sortie : 30 mars 2004
2. Real Gangstaz
Sortie : 31 août 2004
3. Throw Your Hands (In the Air)
Sortie : 2004
4. Win or Lose
Sortie : Septembre 2004

Amerikaz Nightmare est le sixième album studio de Mobb Deep, sorti le 10 août 2004 .
Il s'agit de leur premier et dernier opus chez Jive Records, les faibles ventes aidant. Par la suite, le groupe originaire de Queensbridge signera chez G-Unit.
L'album s'est classé 2e au Top R&B/Hip-Hop Albums et 4e au Billboard 200.

## Liste des titres
| No  | Titre                                                                 | Contient un (des) sample(s) de                   | Durée |
| --- | --------------------------------------------------------------------- | ------------------------------------------------ | ----- |
| 1.  | Amerika'z Nightmare (Produit par Havoc)                               | Kismet d'Amon Düül II                            | 4:56  |
| 2.  | Win or Lose (Produit par The Alchemist)                               | Here I Go Again de Jean Plum                     | 3:13  |
| 3.  | Flood the Block (Produit par Havoc)                                   |                                                  | 2:55  |
| 4.  | Dump (featuring Nate Dogg – Produit par Havoc)                        |                                                  | 3:15  |
| 5.  | Got It Twisted (Produit par The Alchemist)                            | She Blinded Me With Science de Thomas Dolby      | 3:44  |
| 6.  | When U Hear The (Produit par The Alchemist)                           | No Promise of Tomorrow (Reprise) d'Howard Kenney | 2:52  |
| 7.  | Real Niggaz (Produit par Red Spyda)                                   |                                                  | 4:39  |
| 8.  | Shorty Wop (Produit par Havoc)                                        |                                                  | 3:34  |
| 9.  | Real Gangstaz (featuring Lil Jon – Produit par Lil Jon)               |                                                  | 4:08  |
| 10. | One of Ours Part 2 (featuring Jadakiss – Produit par Havoc)           |                                                  | 4:21  |
| 11. | On the Run (Produit par Havoc)                                        |                                                  | 3:46  |
| 12. | Throw Your Hands (In the Air) (Produit par Kanye West)                | Doggone de Love Still Life d'Esperanto           | 3:55  |
| 13. | Get Me (featuring Big Noyd et Littles – Produit par Havoc)            |                                                  | 4:31  |
| 14. | We Up (Produit par Havoc)                                             | Sweetest Thing in the World des Turner Bros.     | 3:00  |
| 15. | Neva Change (Produit par Havoc)                                       | Time for a Change des Eight Minutes              | 3:55  |
| 16. | Got It Twisted (Remix) (featuring Twista – Produit par The Alchemist) |                                                  | 4:43  |